# Терминальная стоимость
Терминальная стоимость (продлённая стоимость; англ. Terminal value (TV) или Continuing value (CV)) — стоимость (или оценка) ожидаемого денежного потока проекта за пределами прогнозируемого периода, обычно после 5—7 лет.

## Определение
Согласно определению профессора Асвата Дамодарана терминальная стоимость — стоимость  ожидаемого денежного потока проекта за пределами прогнозируемого периода. 
Согласно определению Р. Брейли и С. Майерса продлённая стоимость — это стоимость денежного потока за пределами 
горизонта прогноза, приведенная к прогнозному периоду.
Другими словами продлённая стоимость — это приведённая стоимость совокупного чистого денежного потока за границей прогнозного периода.

## Оценка терминальной стоимости
Терминальная стоимость определяется тремя способами: 
- по ликвидационной стоимости, когда активы по проекту являются разделяемыми и их стоимость можно будет определить на свободном рынке в конце горизонта планирования проекта;
- по мультипликативной стоимости, стоимости потока денежных средств проекта после прогнозируемого периода (например, 5-7 лет);
- по формуле Гордона:

{\displaystyle TV={\frac {FCF_{t}(1+g)}{(WACC-g)}}}
где {\displaystyle TV} — терминальная стоимость, {\displaystyle FCF_{t}} — свободный денежный поток последнего периода, {\displaystyle g} — постоянный устойчивый темп роста, {\displaystyle WACC} – средневзвешенная стоимость капитала.

## Оценка стоимости компании

### Допущения
Для расчета продлённой стоимости обычно применяется несколько предположений: постоянство темпа роста операционной прибыли, постоянный процент валового денежного потока, инвестируемого в бизнес, постоянная рентабельность имеющегося инвестированного капитала, постоянная рентабельность любых новых инвестиций (приростная рентабельность).

### Описание
Стоимость бизнеса (PV) обычно определяется как дисконтированная стоимость чистого денежного потока (FCF) в бессрочной перспективе.
Однако, прогнозирование денежного потока последовательно для каждого периода в бесконечности обычно нецелесообразно. С одной стороны, из-за возрастающей с каждым периодом неопределённости, невозможно точно оценить конкретные составляющие денежного потока. С другой, можно допустить, что со временем бизнес становится более устойчивым, а его потоки предсказуемы.
Для упрощения расчётов можно разделить оценку стоимости на две части — стоимость бизнеса в прогнозный период и стоимость бизнеса за его пределами.
Первая составляющая, вплоть до временно́го горизонта оценки (H), считается традиционным дисконтированием стоимости прогнозируемого денежного потока.
Вторая часть, называемая продлённой стоимостью, является приведённой оценкой всего денежного потока за пределами прогнозного периода.
Термин продлённая стоимость отражает возможность распространить конечный прогноз денежного потока (с приемлемым приближением) на условно бесконечную перспективу.
Таким образом формула оценки стоимости бизнеса будет выглядеть следующим образом:
{\displaystyle PV=\underbrace {{\frac {FCF_{1}}{1+r}}+{\frac {FCF_{2}}{(1+r)^{2}}}+...+{\frac {FCF_{H}}{(1+r)^{H}}}} _{PV_{\text{свободный денежный поток}}}+\underbrace {\frac {PV_{H}}{(1+r)^{H}}} _{PV_{\text{продлённая стоимость}}}}
Выражение PVH служит для расчёта свободных денежных потоков в периоды H + 1, H + 2 и т. д.